# Phelliactis pulchra
Phelliactis pulchra is een zeeanemonensoort uit de familie Hormathiidae.
Phelliactis pulchra is voor het eerst wetenschappelijk beschreven door Stephenson in 1918.